# Maria de San José
Maria de Salazar Torres (Toledo, 1548 - Cuerva, 19 de outubro de 1603) era uma Carmelita Descalça, espanhola, mística, escritora e filha predileta de Santa Teresa de Ávila.

## Biografia
Segundo o livro do convento de Sevilha de 1583, seus pais se chamavam Sebastián de Salazar e María de Torres, nativos de Malagón, Cidade Real (província), e segundo outro documento de 1581 de Malagón, (Ciudad Real), chamavam-se Pedro de Velasco e María de Salazar, nativos de Toledo. O curioso é que ambos os documentos foram escritos pelo Padre Jerônimo Gracián. Ela também foi confundida com María de San José (de Ávila), irmã de Julián de Ávila, mas que não deixou Ávila; e outros com María de San José (Gracián), irmã do Pe. Jerônimo Gracián, professada em Valladolid.
A partir destes dois relatórios, fica claro que Maria de San José, enquanto estava em Sevilha em 1583, foi ela mesma quem deu esta declaração, e o que estava escrito no livro de fundações de Malagón foi feito sem que ela estivesse lá.
Há poucas notícias de sua infância; quando adolescente, ela estava na casa palaciana de Luisa de la Cerda em Toledo, filha do 2º Duque de Medinaceli, e ali teve uma educação completa, tornando-se fluente em várias línguas. Santa Teresa, enquanto aguardava a licença para a primeira fundação do Convento de San José (Ávila), foi enviada pela província de Castela a Toledo para consolar Luisa pela morte prematura de seu marido Ares Pardo, marechal de Castela. Desde o primeiro momento em que Santa Teresa viu Maria, quando adolescente, ela estava consciente de seus dons e inteligência. Anos mais tarde, em 1568, quando Santa Teresa voltou a Toledo e a viu como uma mulher, sem ainda ter consciência da motivação de Maria, ela a censurou por estar vestida com elegância exacerbada. Mas dois anos depois Maria a notificou de suas intenções de entrar no Carmelo.

## Noviciado e Profissão

### Malagón
Ela tinha 22 anos quando tomou o hábito de freira carmelita descalça em Malagón (Ciudad Real) em 9 de maio de 1570, com o nome de María de San José. Ela entrou no convento sem dote, mas isso não foi um problema porque Malagón pertencia aos feudos de sua ex-ama, Luisa de la Cerda. Em 10 de junho de 1571, ela fez sua profissão como freira carmelita descalça.

### Beas
Quase quatro anos depois, no início de fevereiro de 1575, a Madre Fundadora a levou do convento para a fundação de Beas (Jaén); Santa Teresa, em referência a sua grande formação humanista, a chamou de "letrera"; de lá e naquele mesmo ano ela a levou para o convento de Sevilha, do qual ela a nomeou priora. A Irmã María de San José, que também era uma grande amiga do Visitador da Andaluzia, Padre Jerónimo Gracián, para quem ela tomou partido nos processos em que ele estava envolvido, fundou o convento das Monjas Descalças em Lisboa em 1584.
A caravana das Monjas Descalças chegou a Beas em 16 de fevereiro, e no dia 24 do mesmo mês, festa de São Matias, foi inaugurada a nova fundação, com Ana de Jesús como priora. Maria de San José havia sido escolhida como priora do futuro convento de Caravaca, mas ela teve que esperar em Beas por mais três meses enquanto as licenças chegavam (elas não chegaram até o final de 1575). A chegada do Pe. Gracián em meados de abril de 1575 alterou completamente os planos. Gracián era então Visitador na Andaluzia, e ao saber que o santo tinha fundado na Andaluzia e não em Castela, como ela pensava, ordenou que ela fundasse em Sevilha.
A presença de Gracian em Beas foi transcendental para a reforma. Foi o primeiro encontro pessoal e marcou a santa de uma forma muito especial para o resto de sua vida. Foi também fundamental para a história da reforma carmelita devido aos problemas que surgiram na Andaluzia com os Calzados. Padre Gracián estava a caminho da corte em Madri para se encontrar com Filipe II, e quando soube que a Mãe estava em Beas, desviou seu caminho. María de San José viveu com emoção aqueles dias em abril e deixou um relato muito interessante em seu livro: "Las Recreaciones". A partir daí ela manteve um relacionamento próximo e uma longa e recíproca amizade com Gracián, sendo seu superior, confessor e mentor.
Também em Beas Maria de San José testemunhou em primeira mão como, alguns dias antes de partir para Sevilha, a santa recebeu uma denúncia da Santa Inquisição pelo Livro de sua vida. Esta denúncia foi trazida pela Princesa de Eboli, em vingança pela remoção das freiras de Pastrana e o fechamento do convento ali. Maria de San José conhecia Ana de Mendoza, princesa de Eboli, em Toledo, e tinha até lidado com ela e estava familiarizada com suas extravagâncias, pois era parente do Duque e Duquesa de Medinaceli e, portanto, de Luisa de la Cerda.

### Sevilha
Em 18 de maio de 1575, a Madre Fundadora, suas freiras e padres deixaram Beas para Sevilha. No dia 26 de maio chegaram a Sevilha e no dia 29, festa da Santíssima Trindade, foi celebrada a primeira missa, inaugurando assim a fundação andaluza, que foi para Maria de San José o primeiro convento onde ela exerceu sua primazia como priora.
Em agosto Lorenzo de Cepeda e seus filhos chegaram da América. Ao entrar em Sevilha ele soube da estada de sua irmã lá e a ajudou com seu dinheiro e influência na nova fundação, e sua filha Teresita foi admitida por sua tia na comunidade após a insistência da priora Maria de San José. Em dezembro daquele ano, uma noviça, Maria del Corro, apresentou acusações contra as freiras perante a Inquisição. Após os devidos exames e investigações pelo santo tribunal, a comunidade foi absolvida de todas as acusações.
No dia 5 de abril foram redigidas as escrituras do novo convento em Sevilha, e no dia 3 de junho foi realizada a transferência solene da comunidade. Um foguete causou um incêndio ao lado do novo convento que quase incendiou a casa recém-inaugurada. No dia seguinte, Santa Teresa partiu de Sevilha para Castela, acompanhada por sua família. A santa e Maria de San José não voltariam a se ver, mas continuaram a se corresponder com frequência. Antes da partida da santa, a priora havia pedido a Frei Juan de la Miseria para pintar um retrato dela.

### Lisboa
Mais tarde, após a morte de Santa Teresa, ela foi a fundadora e primeira priora do convento das Carmelitas Descalças em Lisboa, em 1585. A partir daquele ano, com a eleição do Pe. Nicolás Doria como provincial, em substituição ao Pe. Jerónimo Gracián, um grande amigo seu, iniciou-se um período de perseguição aos herdeiros espirituais de Santa Teresa. Pe. Jerónimo Gracián foi expulso da ordem e São João da Cruz foi removido do governo e banido para o convento de Úbeda. Enquanto isso, Maria de San José, juntamente com outras prioras, obteve uma apresentação do Papa Sisto V para manter a herança teresiana inalterada, ou seja, para manter as Constituições aprovadas em 1581 durante a vida de Santa Teresa, que o Padre Nicolás Doria queria mudar. Isto provocou perseguição, a ruptura forçada com o Pe. Jerónimo Gracián, prisão, desqualificação como priora e finalmente o exílio de Maria de San José no convento de Cuerva, onde ela morreu pouco depois de sua chegada em 19 de outubro de 1603,

## Obra
- "Libro de recreaciones"(1585) Manuscrito, século XVII, Biblioteca Nacional de España, Mss/3508[5]. Há uma edição moderna com prefácio e notas de Silverio de Santa Teresa, Burgos, s. n., 1913.
- "Ramillete de mirra"(1595)[11]; há uma edição moderna, Burgos, s. n., 1913[4].
- "Instrucción de novicias" (1602)[12].
- "Avisos y máximas para el gobierno de las religiosas"[11]: [s.n.], 1913.
- "Fundación del convento de Carmelitas Descalzas en Sevilla y persecuciones que padecieron hasta la época de la muerte de Santa Teresa. Ms.", Na Biblioteca Nacional de Madri, no. 2176, 84 hs[13].
- "Fundación del convento de Carmelitas Descalzas en Sevilla y persecuciones que padecieron hasta la época de la muerte de Santa Teresa". In: Vicente de la Fuente Escritos de Santa Teresa. Na Biblioteca de Autores Españoles. Madri: Rivadeneyra, 1877, vol. LIII, pp. 556-561, e vol. LV, pp. 442-444.[13]
- "Poesías". Edição de Vicente de la Fuente. Na Biblioteca de Autores Españoles. Madri: Rivadeneyra, 1879, vol. LVII, pp. 444-449.[14]
- "Poesías". Burgos: [s.n.], 1913.[14]

No livro "Autobiography and Other Writings", por Ana de San Bartolomé trata de muitos escritos de Maria de San José e de Venerável Ana de Jesús.